# George Acsinteanu

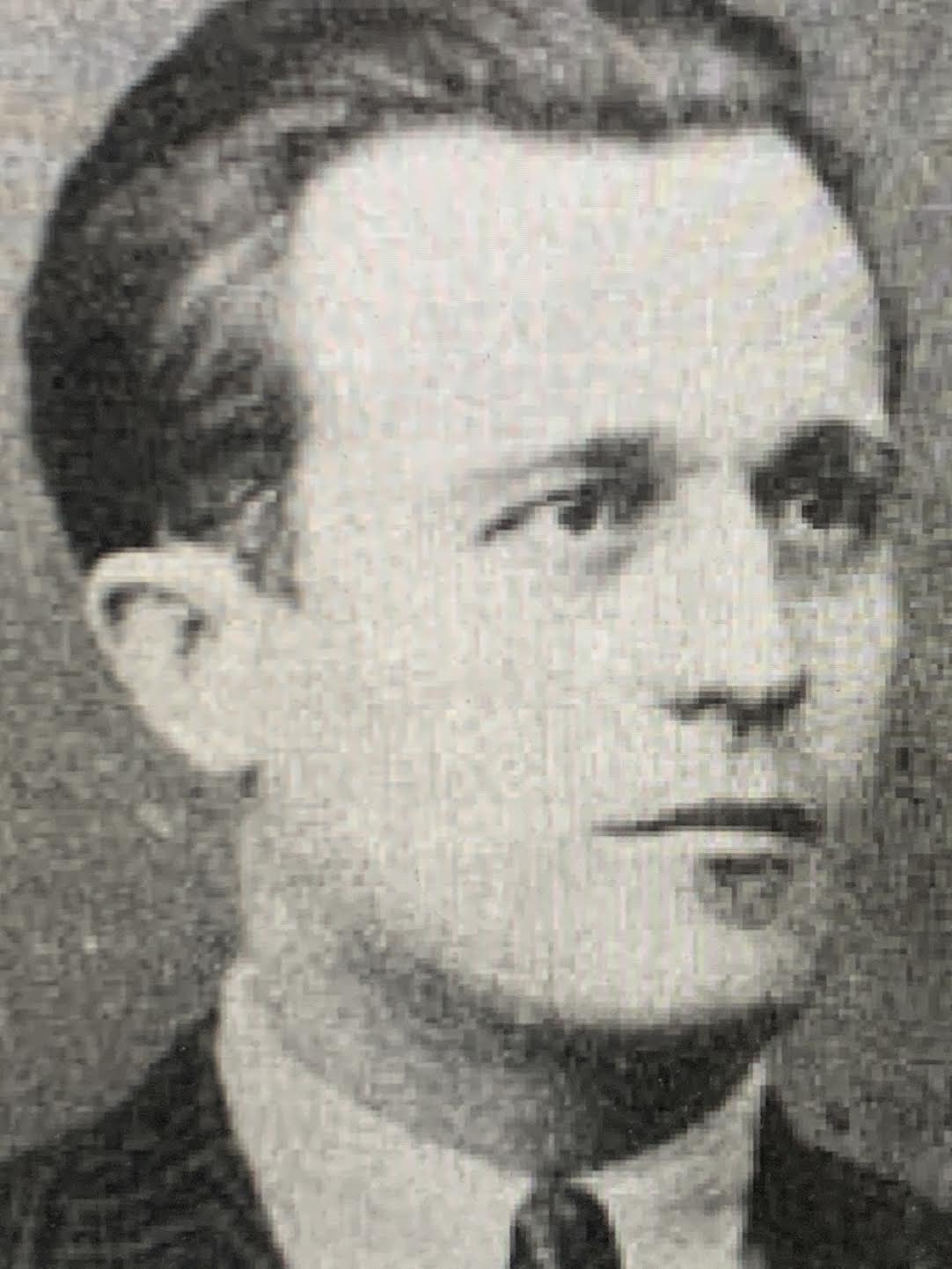

George Acsinteanu (n. 13 iulie 1905, satul Panduri, comuna Frumușica-Acsintele (astăzi Axintele, județul Ialomița – d. 13 decembrie 1987, Sibiu) a fost un scriitor român, unul din artiști ai scrisului asociați Revistei Gândirea și gândirismului.

## Biografie
Fiul lui Constantin Acsinteanu, dulgher, și al Elenei (n. Costache Luca), țărancă, George Acsinteanu a urmat școala primară
în satul natal, apoi liceul la București, Călărași și Odorhei. A urmat Facultatea de Litere și Drept la București și Cernăuți. A debutat în revista Ritmul vremii. 
A colaborat la Falanga, Universul literar, Gândirea, Vremea, Convorbiri literare, Clipa, Universul, Dimineața, Cultura poporului, Țara noastră, Ecoul, Orizonturi. A condus revista Pan și a fost, între 1926 și 1930, secretar al cenaclului literar de pe lângă Institutul de literatură și bibliografie condus de Mihail Dragomirescu. A fost corector la Chemarea și Faclași secretar de redacție la Ilustrațiunea română. 
A debutat editorial cu romanul Piatra neagră în 1930, prefațat de Liviu Rebreanu. În deceniul al patrulea a publicat mai multe volume de proză. A dus o viață agitată, cu practicarea unor meserii nu o dată antipodice: ucenic tinichigiu, tipograf, învățător, bibliotecar, redactor la Țara noastră, secretar literar la Radiodifuziune, servitor la o cârciumă din Călărași, atașat de presă, iar după 1944, văcar, referent tehnic la o gospodărie agricolă de stat și consilier juridic la Tulcea și Cernavodă.

## Opera
- Piatra neagră, București, 1930;
- Povestiri pentru îngerii pământului, București, 1932;
- Convoiul flămânzilor, București, 1935;
- Prințul Bărăganului, București, 1935;
- Copilul norilor, București, 1936;
- Escadrila albă, București, 1937; (Cartea a II-a apariție în 1942)
- Herculanele au răsărit din legendă, Sibiu, 1939;
- Rex Poeta Cotis, poem dramatic în versuri, prefațat de A. Rădulescu, Milano, 1976;
- Piatra neagră. Convoiul flămânzilor, romane, prefațate de Al. Piru, București, 1990.

## Legături externe
- Colecții digitalizate BCU IAȘI
- Acsinteanu, George; Escadrila albă – biruitorii, oameni cu suflete de zei, Cartea a II-a, 1942
- Amazoanele văzduhului: escadrila sanitară pe Frontul de Est - historia.ro Arhivat în 7 ianuarie 2017, la Wayback Machine.